# Ophichthus rex
Ophichthus rex is een straalvinnige vissensoort uit de familie van slangalen (Ophichthidae). De wetenschappelijke naam van de soort is voor het eerst geldig gepubliceerd in 1980 door Böhlke & Caruso.